# Mikroskopia STED

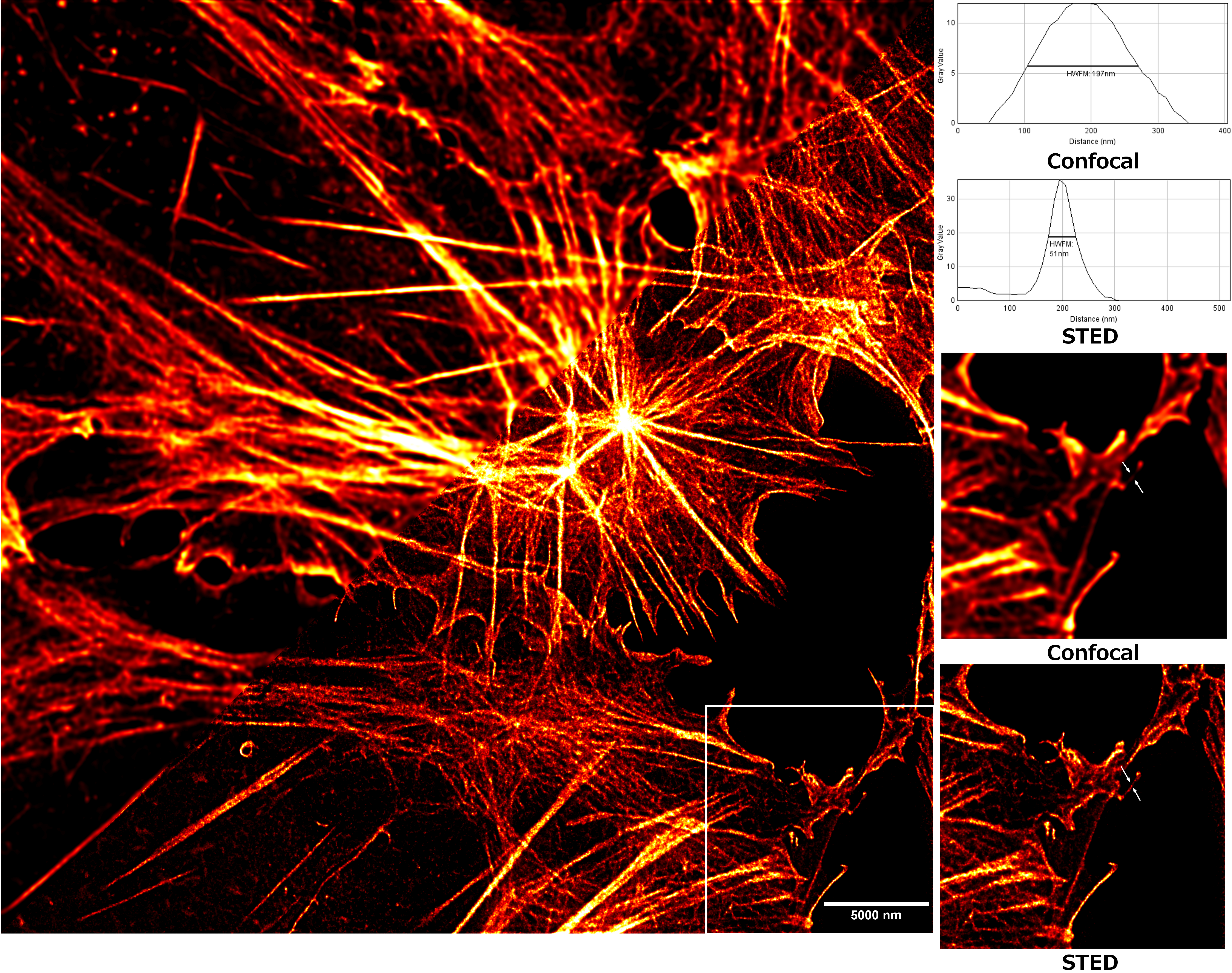
Mikroskopia Wymuszonego Wygaszania Emisji dostarcza znacząco poprawionej rozdzielczości w stosunku do mikroskopii konfokalnej.

Mikroskopia STED, Mikroskopia Wymuszonego Wygaszania Emisji (STED z ang. STimulated Emission Depletion – Wymuszone Wygaszanie Emisji) jest jedną z technik mikroskopii wysokorozdzielczej. Wytwarzanie wysokorozdzielczych obrazów jest możliwe dzięki selektywnej dezaktywacji fluoroforów prowadzącej do minimalizacji obszaru oświetlonego w ognisku wiązki. Tym samym zwiększona zostaje maksymalna rozdzielczość danego układu mikroskopowego. W 1986 roku Wiktor Okonin z Instytutu Biofizyki w Krasnojarsku opatentował ideę STED. Technika ta została rozwinięta przez Stefana W. Hella i Jana Wichmanna w 1994 roku, a po raz pierwszy eksperymentalnie pokazana przez Hella i Thomasa Klara w 1999 roku. Za jej opracowanie Hell został nagrodzony Nagrodą Nobla w dziedzinie Chemii w 2014 roku (patent Okonina był prawdopodobnie nieznany Hellowi i Wichmannowi w 1994 roku).
Mikroskopia STED jest jedną z kilku technik wysokorozdzielczych, które były w ostatnim czasie opracowane w celu pokonania limitu dyfrakcyjnego mikroskopii świetlnej i zwiększenia rozdzielczości. STED jest deterministyczną techniką funkcjonalną wykorzystującą nieliniową odpowiedź fluoroforów powszechnie używanych w znakowaniu próbek biologicznych w celu polepszenia rozdzielczości, tzn. STED pozwala na uzyskiwanie obrazów z rozdzielczością subdyfrakcyjną. Różni się więc ona od technik stochastycznych takich jak Mikroskopia Lokalizacji Fotoaktywacyjnej (ang. PALM) i Mikroskopia Stochastycznej Rekonstrukcji Optycznej (ang. STORM), które wykorzystują matematyczne modele w celu odtworzenia szczegółów subdyfrakcyjnych z zestawu obrazów ograniczonych dyfrakcją.

## Podłoże teoretyczne

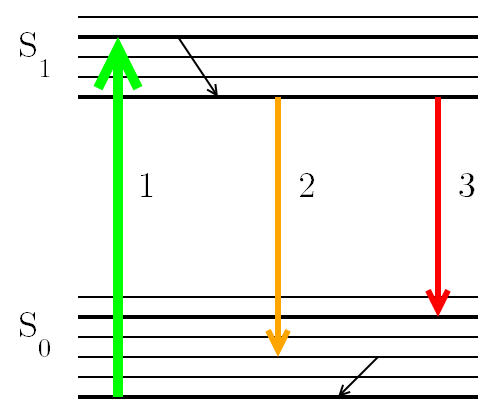
Diagram Jabłońskiego przedstawiający przesunięcie stokesowskie stymulowanej emisji fotonu, które na zignorowanie tego fotonu.

W tradycyjnej mikroskopii rozdzielczość jest ograniczona limitem dyfrakcyjnym światła Abbego opisywanego równaniem:
{\displaystyle \mathrm {D} ={\frac {\lambda }{\mathrm {2NA} }},}
gdzie D oznacza maksymalną rozdzielczość, λ długość fali świetlnej, a NA aperturę numeryczną. Ponieważ w technice STED fluorescencja jest dezaktywowana selektywnie, osiągana rozdzielczość przekracza limit Abbego charakterystyczny dla tradycyjnej mikroskopii konfokalnej. Typowa fluorescencja występuje po wzbudzeniu elektronu z poziomu podstawowego do elektronowego poziomu wzbudzonego następnego poziomu energetycznego {\displaystyle (S_{0}\to S_{1}),} który następnie poprzez relaksację do poziomu podstawowego emituje foton o energii stanowiącej różnicę energii poziomów {\displaystyle S_{0}} i {\displaystyle S_{1}.} W technice STED proces ten zostaje przerwany zanim foton zostanie wyemitowany. Zamiast spontanicznej relaksacji do niskoenergetycznego poziomu wibracyjnego na poziomie podstawowym elektron jest zmuszony do relaksacji na wyżej energetyczny poziom wibracyjny poziomu podstawowego i emisji fotonu niżej energetycznego, jak zostało pokazane na rysunku obok. Ponieważ elektron relaksuje na wyższy poziom wibracyjny, energia pomiędzy stanem wzbudzonym a stanem po wymuszonej emisji jest mniejsza niż dla emisji spontanicznej. Tym samym długość fali wyemitowanego na sposób wymuszony fotonu jest większa, więc bardziej przesunięta w stronę czerwieni. Przesunięcie emisji w stronę dłuższych fal pozwala na zignorowanie fotonu wymuszonego.
By wymusić tę alternatywną drogę emisji, foton padający musi trafić we fluorofor. Ta konieczność ma dwie implikacje dla STED. Pierwsza wiąże liczbę padających fotonów z wydajnością wymuszonej emisji, druga zaś mówi, że tylko wystarczająco duża ilość fotonów może całkowicie wygasić fluorescencję. Dużą liczbę fotonów potrzebną do wygaszenia fluorescencji zapewniają lasery o dużej mocy. Jednakże duża moc lasera może prowadzić do fotowybielania fluoroforu, czyli niszczenia fluoroforu pod wpływem światła o dużej intensywności.

## Proces

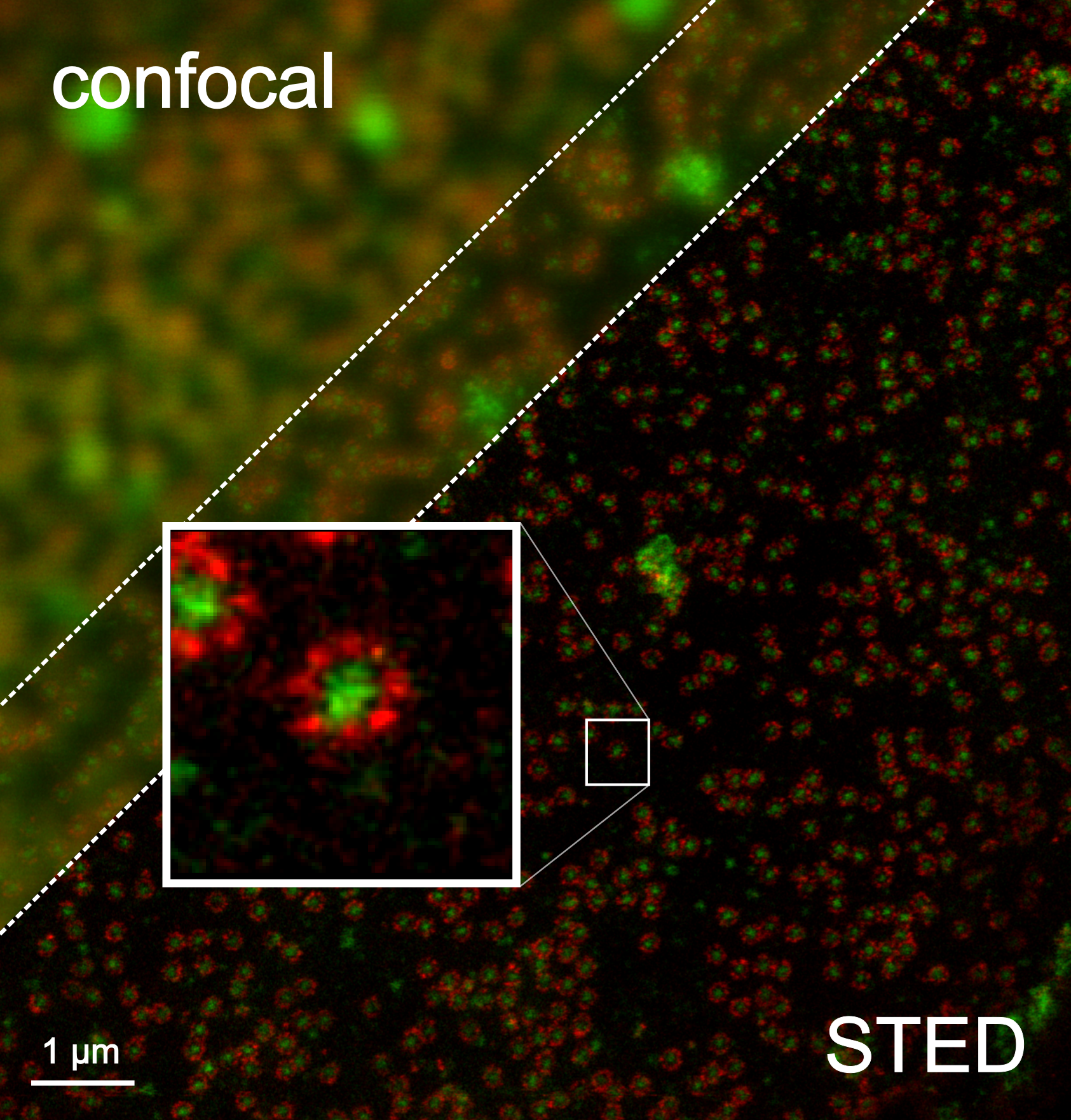
Porównanie mikroskopii konfokalnej i STED. Obrazek pokazuje polepszoną rozdzielczość mikroskopii STED w stosunku do technik tradycyjnych.

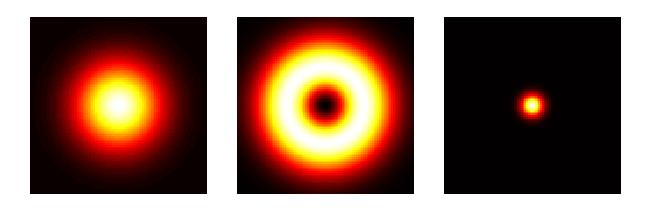
Fluorescencja w ognisku (po lewej), ognisko wiązki wygaszającej (środek) i obszar aktywnej fluorescencji (po prawej).

STED działa na zasadzie wygaszania fluorescencji w specyficznych obszarach próbki pozostawiając środek ogniska aktywnym dla fluorescencji. Kształt ogniska wiązki lasera wygaszającego poddaje się modyfikacji poprzez zmianę właściwości płaszczyzny soczewki obiektywu. Jednym z pierwszych i najbardziej popularnych przykładów takich kształtów jest torus w przekroju poprzecznym ogniska pokazany na rysunku poniżej. Czerwony obszar jest wygaszany, podczas gdy zielony punkt w środku pozostaje aktywny. Taki kształt ogniska generowany jest przy użyciu dyfrakcyjnych elementów optycznych (DOE, z ang. diffractive optical elements), takich jak kołowy polaryzator połączony ze spiralną płytką fazową (ang. helical phase ramp/plate). Boczna rozdzielczość takiego elementu wynosi między 30 a 80 nm, jakkolwiek zostały osiągnięte wartości rzędu 2,4 nm. Generowanie innych kształtów ogniska pozwala uzyskać rozdzielczości osiowe rzędu 100 nm. Zmodyfikowane równanie Abbego opisujące rozdzielczość subdyfrakcyjną jest następujące:
{\displaystyle \mathrm {D} ={\frac {\lambda }{2n\sin {\alpha }{\sqrt {1+{\frac {I}{I_{\text{sat}}}}}}}},}
gdzie {\displaystyle \lambda } oznacza długość fali świetlnej, {\displaystyle n} jest współczynnikiem załamania światła w ośrodku badanym, {\displaystyle I} jest natężeniem światła we wnęce rezonansowej lasera, a {\displaystyle I_{sat}} jest natężeniem nasycenia.
W celu optymalizacji efektywności STED interferencja w środku ogniska musi być jak najbardziej destruktywna. To z kolei narzuca pewne ograniczenia w elementach optycznych, które mogą zostać użyte do konstrukcji takiego mikroskopu.

## Zastosowania
W ciągu ostatnich kilku lat mikroskopia STED wyewoluowała ze skomplikowanej i wysoce specyficznej techniki w ogólną metodę fluorescencyjnej mikroskopii. W rezultacie pewne metody zostały opracowane w celu zwiększenia zakresu stosowalności STED do uzyskiwania większej ilości informacji.

### Analiza strukturalna
Od początku STED pozwalało na wykonywanie optycznego obrazowania z dokładnością dostępną wyłącznie dla mikroskopii elektronowej. Jako przykład może posłużyć fakt, że STED zostało wykorzystane do wykonania analizy strukturalnej protein na poziomie wewnątrzkomórkowym, czego dowodem jest obserwacja filamentów cytoszkieletu. Dodatkowo neurofilamenty, aktyna i tubulina są stosowane do porównywania mocy rozdzielczej mikroskopów STED i konfokalnego.
Studia nad strukturą złożonych organelli, jak np. mitochondria, czerpią korzyści ze STED. Niestandardowe mikroskopy STED o rozdzielczości bocznej mniejszej niż 50 nm pozwoliły stwierdzić, że białka mitochondrialne Tom20, VDAC1 i COX2 tworzą klastery nanoskalowe.

### Metody korelacyjne
Mikroskopię STED często stosuje się w korelacji z innymi metodami wysokorozdzielczymi. Rozdzielczość zarówno mikroskopii elektronowej, jak i sił atomowych jest nawet wyższa niż dla STED, jednakże połączenie mikroskopii sił atomowych i STED pozwoliło na wizualizację cytoszkieletu aktynowego komórek raka jajnika przy jednoczesnym badaniu zmian w sztywności komórki.

### Wielobarwne STED
Wielobarwna mikroskopia STED powstała w odpowiedzi na rosnący problem wykorzystania STED do badań zależności między strukturą i funkcjami białek. Aby móc badać tak złożone zależności, konieczne są przynajmniej dwa oddzielne fluorofory. Zastosowanie dwóch barwników fluorescencyjnych z dwiema parami wiązek laserowych pozwala np. na kolokalne obrazowanie klasterów białek mitochondrialnych i synaptycznych z rozdzielczością do 5 nm.

### Żywe komórki
Już w założeniu mikroskopia STED była pomyślana jako przydatna technika do pracy z żywymi komórkami. Jednak do badań konieczne było znakowanie błony komórkowej barwnikami organicznymi. Połączenie STED ze spektroskopią korelacji fluorescencji pokazało, że pewne kompleksy molekularne pułapkują sfingolipidy, ale tylko przejściowo. Jakkolwiek okazuje się, że do obrazowania dowolnego organellum lub białka w żywej komórce można zastosować wyłącznie białka fluorescencyjne.

## Problemy
Fotowybielanie może następować w wyniku wzbudzenia do jeszcze wyższych poziomów wzbudzonych lub ze wzbudzenia w stanie trypletowym. Aby zapobiec wzbudzeniu z poziomu wzbudzonego w kolejny, wyższy stan wzbudzony, energia fotonu wymagana do wymuszenia emisji nie powinna zachodzić na zakres takiego wzbudzenia. Taka konfiguracja zapewni, że każdy foton padający na fluorofor będzie powodował emisję wymuszoną, zamiast absorpcji ze stanu wzbudzonego. Stany trypletowe są stanami długo żyjącymi w porównaniu ze stanami singletowymi, dlatego aby zapobiec wzbudzeniom stanów trypletowych, czas pomiędzy impulsami lasera powinien być wystarczająco długi, by elektron mógł zrelaksować innymi drogami, lub powinna zostać dodana do fluoroforu substancja blokująca stany trypletowe fluoroforu.